# چیلماری
چیلماری (به لاتین: Chilmari) یک منطقهٔ مسکونی در بنگلادش است که در ناحیه کوریگرام واقع شده‌است. چیلماری ۲۲۴٫۹۷ کیلومتر مربع مساحت و ۱۲۲٬۸۴۱ نفر جمعیت دارد.